# Otto Merz
Otto Merz (ur. 12 czerwca 1889 roku w Esslingen am Neckar, zm. 18 maja 1933 roku w Berlinie) – niemiecki kierowca wyścigowy, szofer i mechanik samochodowy.

## Kariera
Merz startował w wyścigach samochodowych głównie w latach 20. w wyścigach górskich oraz wyścigach Grand Prix głównie w samochodach Mercedesa. Pierwsze zwycięstwo odniósł w Rumnunii, w Romanian touring race w 1923 roku. W górach zwyciężał czterokrotnie w wyścigu Solitude Climb (1924-1927) oraz dwukrotnie w Klausen Altdorf (1924 i 1927). Wygrał także wyścig Hohnstein w 1926 roku. Poza tym Niemiec był najlepszy w Grand Prix Niemiec 1927, a rok później stanął na drugim stopniu podium. W latach 30. skupił się jedynie na wyścigach Grand Prix. W 1931 roku był klasyfikowany w Mistrzostwach Europy AIACR. Z dorobkiem 22 punktów uplasował się na 46 pozycji w końcowej klasyfikacji kierowców. Zmarł w wypadku podczas wyścigu Avusrennen na torze AVUS nieopodal Berlina.